# Kavalleriekommission
Die Kavalleriekommission war eine ständige Kommission im deutschen Heer, die im Kriegsministerium angesiedelt und für die Bearbeitung kavalleristischer Angelegenheiten zuständig war.
Die Kavalleriekommission wurde durch eine Kabinettsorder vom 20. Februar 1890 geschaffen und hatte ihren Sitz in Berlin.
Die Kommission war zuständig für zahlreiche Themen, z. B. für das Exerzierreglement, für die Bewaffnung und die Ausbildung der Kavallerie.
Vorsitzender der Kavalleriekommission war der Generalinspekteur der Kavallerie (siehe Kavallerieinspektion). Ständige Mitglieder waren der Kommandeur der Garde-Kavallerie-Division, zwei Offiziere des Kriegsministeriums, ein Offizier des Generalstabes und ein Offizier der Feldartillerie.